# منتخب النيجر لاتحاد الرغبي
منتخب النيجر لاتحاد الرغبي هو ممثل النيجر الرسمي في المنافسات الدولية في اتحاد الرغبي
.